# Отвен
Отве́н (фр. Hautevesnes) — коммуна во Франции, находится в регионе Пикардия. Департамент коммуны — Эна. Входит в состав кантона Виллер-Котре. Округ коммуны — Шато-Тьерри.
Код INSEE коммуны — 02375.

## Население
Население коммуны на 2010 год составляло 158 человек.
| 1962 | 1968 | 1975 | 1982 | 1990 | 1999 | 2010 |
| ---- | ---- | ---- | ---- | ---- | ---- | ---- |
| 125  | 119  | 94   | 105  | 102  | 146  | 158  |

## Экономика
В 2010 году среди 111 человек трудоспособного возраста (15—64 лет) 77 были экономически активными, 34 — неактивными (показатель активности — 69,4 %, в 1999 году было 78,2 %). Из 77 активных жителей работали 68 человек (43 мужчины и 25 женщин), безработных было 9 (4 мужчины и 5 женщин). Среди 34 неактивных 9 человек были учениками или студентами, 11 — пенсионерами, 14 были неактивными по другим причинам.